# All Heads Are Gonna Roll
All Heads Are Gonna Roll är det svenska death metal-bandet Vomitorys nionde studioalbum, utgivet den 26 maj 2023 på etiketten Metal Blade Records. Albumet har utgivits på LP och CD. LP:n finns i en rad olika färger: grå vinyl, vinyl med silverfärgade och svarta stänk, transparent vinyl med röda och vita stänk, karmosinfärgad vinyl med marmoreffekt och vinyl med röda och lila stänk.

## Låtlista
1. All Heads Are Gonna Roll – 3:27
2. Decrowned – 3:27
3. Ode to the Meat Saw – 4:44
4. The Deepest Tomb – 4:28
5. Piece by Stinking Piece – 3:23
6. Raped, Strangled, Sodomized, Dead – 3:19
7. Dead Man Stalking – 4:48
8. Disciples of the Damned – 3:29
9. Dead World – 4:06
10. Beg for Death – 5:34

## Medverkande
- Tobias Gustafsson – trummor
- Urban Gustafsson – gitarr
- Erik Rundqvist – basgitarr, sång
- Peter Östlund – sologitarr